# Starowiskitki
Starowiskitki (prononciation : [starɔvisˈkitki]) est un village polonais de la gmina de Wiskitki dans le powiat de Żyrardów de la voïvodie de Mazovie dans le centre-est de la Pologne.
Il se situe à environ 4 kilomètres à l'ouest de Wiskitki (siège de la gmina), 7 kilomètres au nord-ouest de Żyrardów (siège de la Powiat) et à 47 kilomètres à l'ouest de Varsovie (capitale de la Pologne).

## Histoire
De 1975 à 1998, le village appartenait administrativement à la voïvodie de Skierniewice.